# Linnaemya geniseta
Linnaemya geniseta är en tvåvingeart som beskrevs av Fritz Isidore van Emden 1960. Linnaemya geniseta ingår i släktet Linnaemya och familjen parasitflugor.
Artens utbredningsområde är Ekvatorialguinea. Inga underarter finns listade i Catalogue of Life.